# Lolo Beleasu
Der Lolo Beleasu (kurz: Beleasu) ist ein Nebengipfel des Sulogup im osttimoresischen Verwaltungsamt Lolotoe (Gemeinde Bobonaro). Er befindet sich im Zentrum des Sucos Opa, im Norden der Aldeia Raimea. Der Lolo Beleasu hat eine Höhe von 764 m, der westlich gelegene Sulogup ist 797 m hoch.
Nordwestlich liegt der Berg Gubulba (906 m) und der Ort Lolotoe, der Hauptort des Verwaltungsamtes. Östlich eines Tales befinden sich die Berge Lolo Lepae (648 m) und Lolo Holgeben (652 m) und nördlich das Dorf Ames. Nach Süden hin fällt das Land hinab zum Fluss Foura.